# Groß Twülpstedt
Groß Twülpstedt – miejscowość i gmina w Niemczech, w kraju związkowym Dolna Saksonia, w powiecie Helmstedt; wchodzi w skład gminy zbiorowej Velpke.